# Metiochos (Bauherr)
Metiochos (altgriechisch Μητίοχος) oder Metichos (altgriechisch Μήτιχος) war möglicherweise ein antiker griechischer Athener umstrittener Tätigkeit.
Metiochos soll nach Auskunft vier verschiedener antiker Quellen entweder der Architekt beziehungsweise Stifter eines öffentlichen Gebäudes in Athen oder Rhetor gewesen sein. Die Quellen sind nicht eindeutig, welche dieser Tätigkeiten er ausübte, oder ob er in allen drei aktiv war. Er soll im 5. Jahrhundert v. Chr. gelebt zu haben. Im Zusammenhang mit Metiochos wird ein Gerichtsgebäude erwähnt, das Metiocheion genannt wurde. Schon die Existenz dieses Gebäudes ist unklar, ob es nach Metiochos benannt war und ob dieser nun Stifter oder Architekt war und deshalb ehrenhalber namensgebend war, ist ebenso ungeklärt. Als Rhetor soll er keinen guten Ruf gehabt zu haben.